# Vale Flor (São Tomé)
Vale Flor é uma aldeia de São Tomé e Príncipe, localiza-se ao Norte, no distrito da Lobata, ilha de São Tomé, próxima às localidades de Aguã Telha, Maianço e Prado, esta última já no distrito de Mé-Zóchi.